# Монсон, Роберто
Робе́рто Мо́нсон Гонса́лес (исп. Roberto Monzón González; 30 марта 1978, Гавана) — кубинский борец лёгкой весовой категории, выступал за сборную Кубы по греко-римской борьбе на всём протяжении 2000-х годов. Серебряный призёр летних Олимпийских игр в Афинах, серебряный и бронзовый призёр чемпионатов мира, чемпион Панамериканских игр, чемпион Игр Центральной Америки и Карибского бассейна, победитель многих международных турниров и национальных первенств.

## Биография
Роберто Монсон родился 30 марта 1978 года в Гаване. Первого серьёзного успеха на международном уровне добился в 1998 году, когда выиграл серебряную медаль на панамериканском чемпионате и завоевал золото на Играх Центральной Америки и Карибского бассейна. Год спустя побывал на Панамериканских играх в канадском Виннипеге, откуда привёз награду серебряного достоинства, выигранную в категории до 58 кг. Ещё через два года выступил на чемпионате мира в греческих Патрах, где стал бронзовым призёром.
В 2002 году Монсон получил бронзовую медаль на чемпионате мира по борьбе в Москве, в следующем сезоне выиграл серебро на мировом первенстве во французском Кретее, уступив в финале представителю Болгарии Армену Назаряну, а также стал чемпионом Панамериканских игр в доминиканской столице Санто-Доминго. Благодаря череде удачных выступлений удостоился права защищать честь страны на летних Олимпийских играх 2004 года в Афинах — в полуфинале уверенно победил россиянина Алексея Шевцова, но в решающем финальном матче потерпел поражение от корейца Чон Чи Хёна.
После афинской Олимпиады Роберто Монсон остался в основном составе кубинской национальной сборной и продолжил принимать участие в крупнейших международных турнирах. Так, в 2005, 2006 и 2008 годах он неизменно становился панамериканским чемпионом в лёгкой весовой категории. Будучи одним из лидеров сборной, прошёл квалификацию на Олимпийские игры в Пекин, где, тем не менее, попасть в число призёров не смог — в четвертьфинале уступил россиянину Исламбеку Альбиеву, который в итоге стал чемпионом этого олимпийского турнира. Вскоре принял решение завершить спортивную карьеру.